# ゴンサーレス・マルティ国立陶器・装飾芸術博物館
ゴンサーレス・マルティ国立陶器・装飾芸術博物館（スペイン語: Museo Nacional de Cerámica y de las Artes Suntuarias González Martí）は、スペイン・バレンシアにある国立博物館。バレンシア地方を中心とする陶磁器、染織・伝統衣装・家具などの装飾芸術を専門としている。
ドス・アグアス侯爵宮殿の建物内にある。マヌエル・ゴンサーレス・マルティの陶磁器コレクションの寄贈を受けて、1947年に設立された。7年後には修復作業が完了し、1954年6月18日に開館した。

## 建物
オリジナルのドス・アグアス侯爵宮殿はゴシック様式の建築物であるが、18世紀中頃には完全にバロック様式に作り替えられた。そのファサードはイポリート・ロビラが設計し、バレンシア人彫刻家のイグナシオ・ベルガラが製作した。その後の改修の結果、今日では主にロココ様式や新古典主義様式やオリエンタル様式が組み合わされている。
1941年には重要文化財(BIC)の中のConjunto Histórico Artísticoに指定され、1949年には建物が国家によって買い上げられた。その後にはインフラ整備や博物館施設の改修など様々な取り組みがなされている。1990年から1998年には、建築家のヒネス・サンチェス・エビアによって最後の改修が行われた。
1階
1階の大部分は暫定的な展示場となっており、四輪馬車のある中庭や主階段などがある。
2階
2階にはドス・アグアス侯爵の私室があり、19世紀に活躍したプラシド・フランセス・イ・パスクアル、ホセ・フェリペ・パーラ、ホセ・ブレル・ギラルトなどの芸術家による漆喰壁画や天井画などが飾られている。大理石でできた床にはドス・アグアス侯爵(Marquis de Dos Aguas)の頭文字である「MD」という文字が浮かび上がっている。私室のほかに舞踏場、赤壁の部屋、東居間などがあり、独創的な家具が備えられている。すべての部屋には、当時の様式を反映した芸術品、ランプ、時計、花瓶などが飾られている。
3階
3階はいくつかの部屋に分かれており、フロア全体で陶磁器コレクションの展示が行われている。マヌエル・ゴンサーレス・マルティ自身によって設計された、バレンシア地方の典型的な台所を再現した部屋があり、18世紀と19世紀のモザイク、フリーズ、装飾板などで彩られているほか、現代の陶磁器壺や銅製品で保管されている。

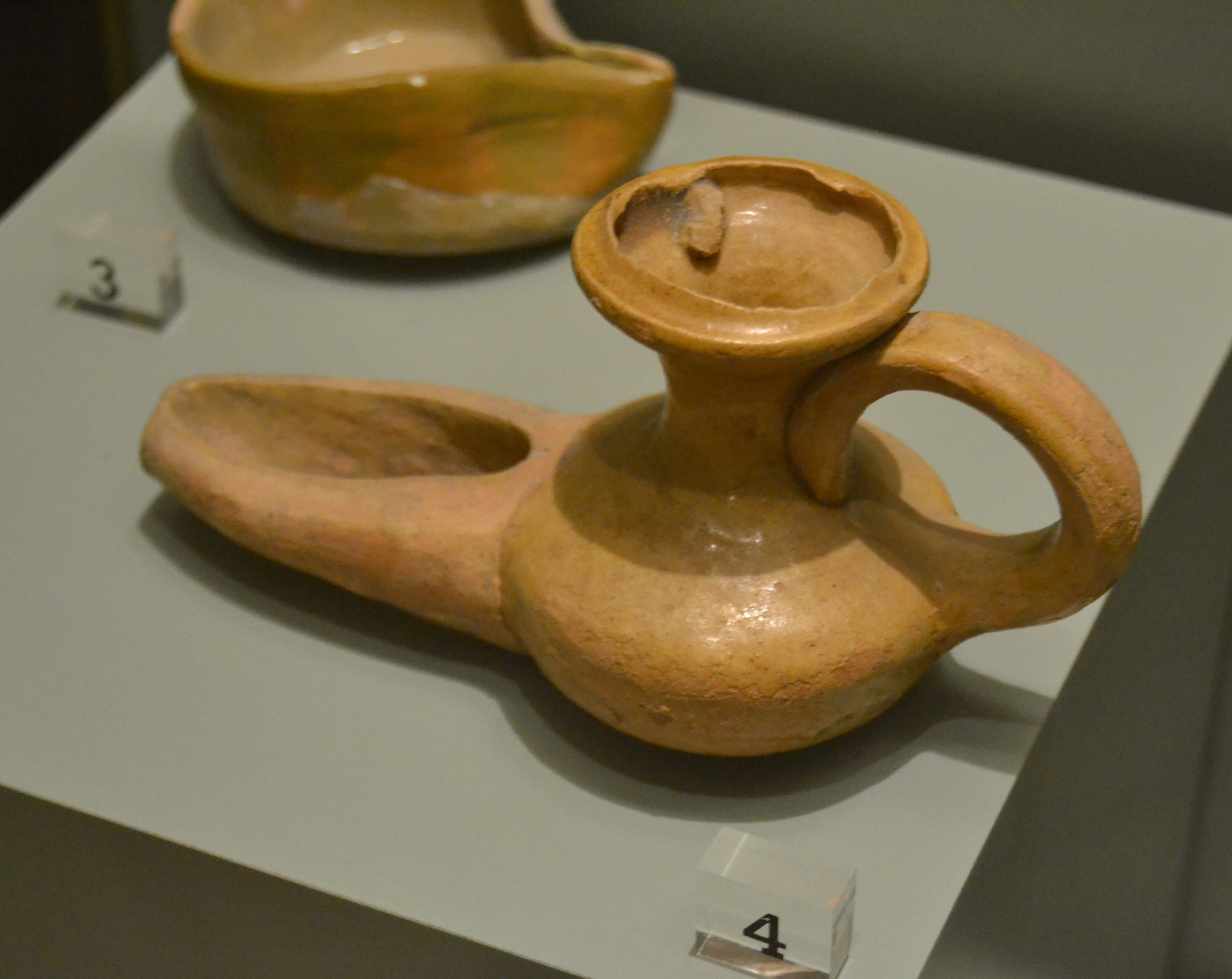
水差し（11世紀）
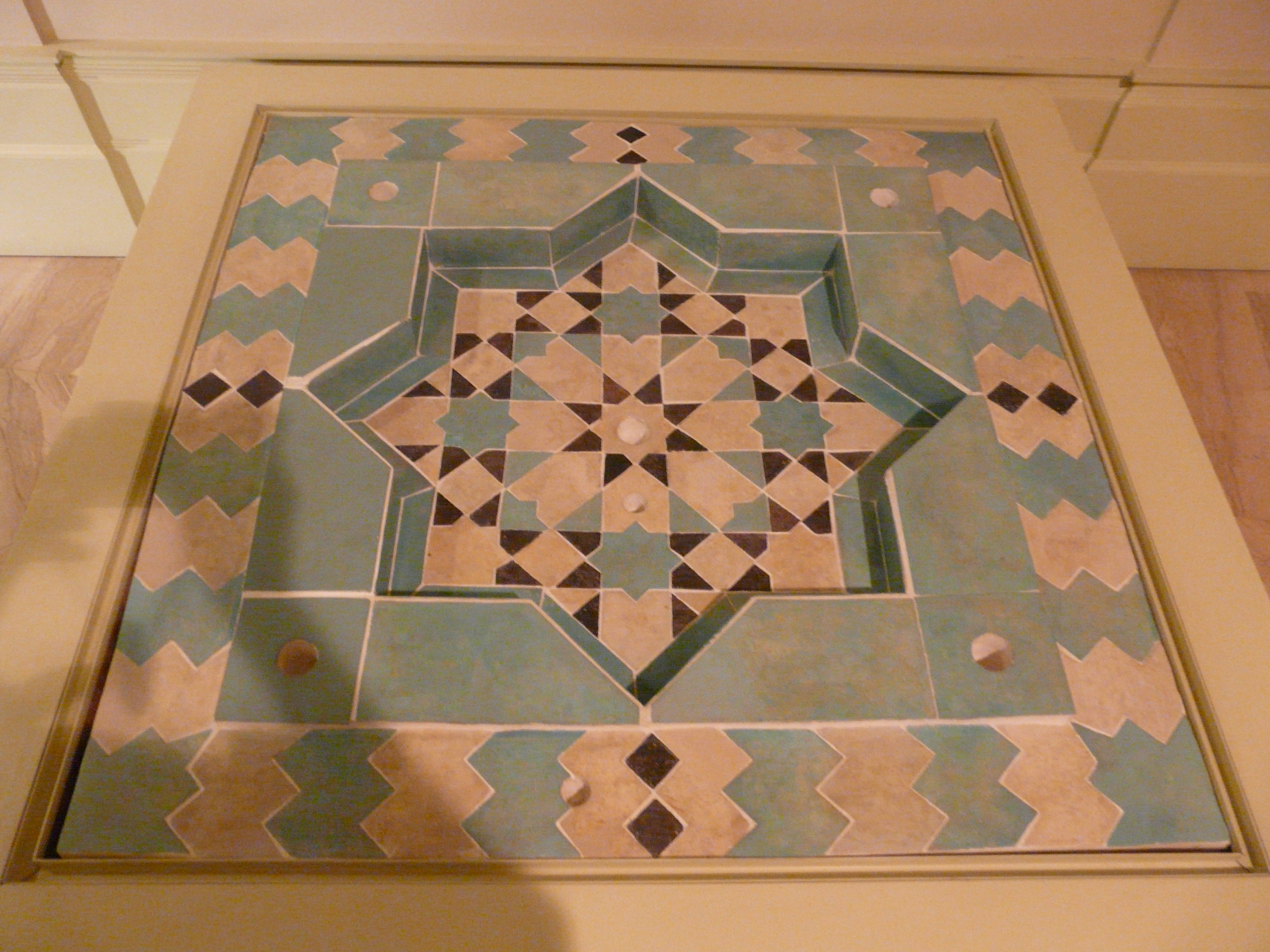
中世の給水栓（13世紀）
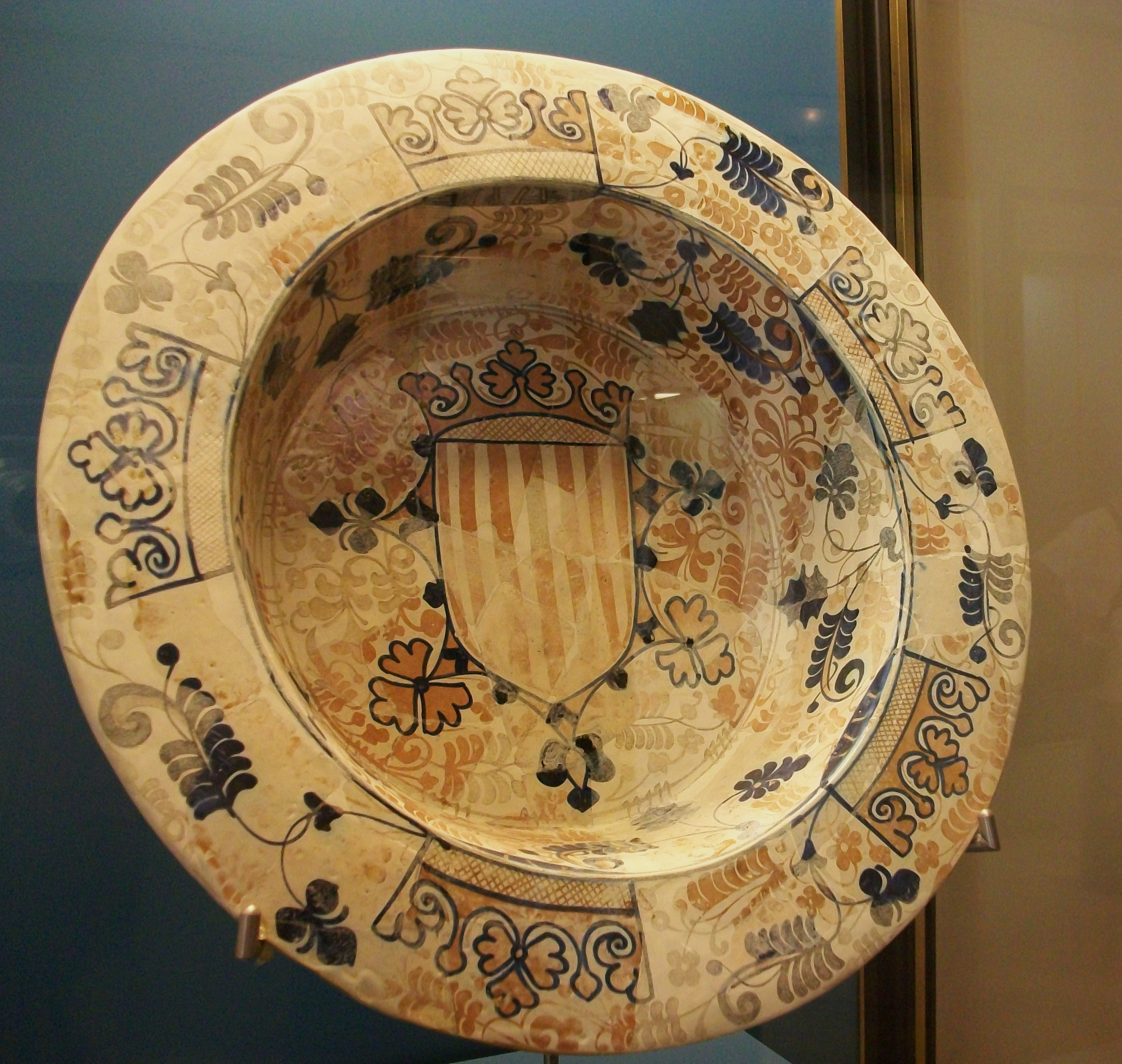
マニゼス産のバレンシア王国紋章付皿（15世紀）
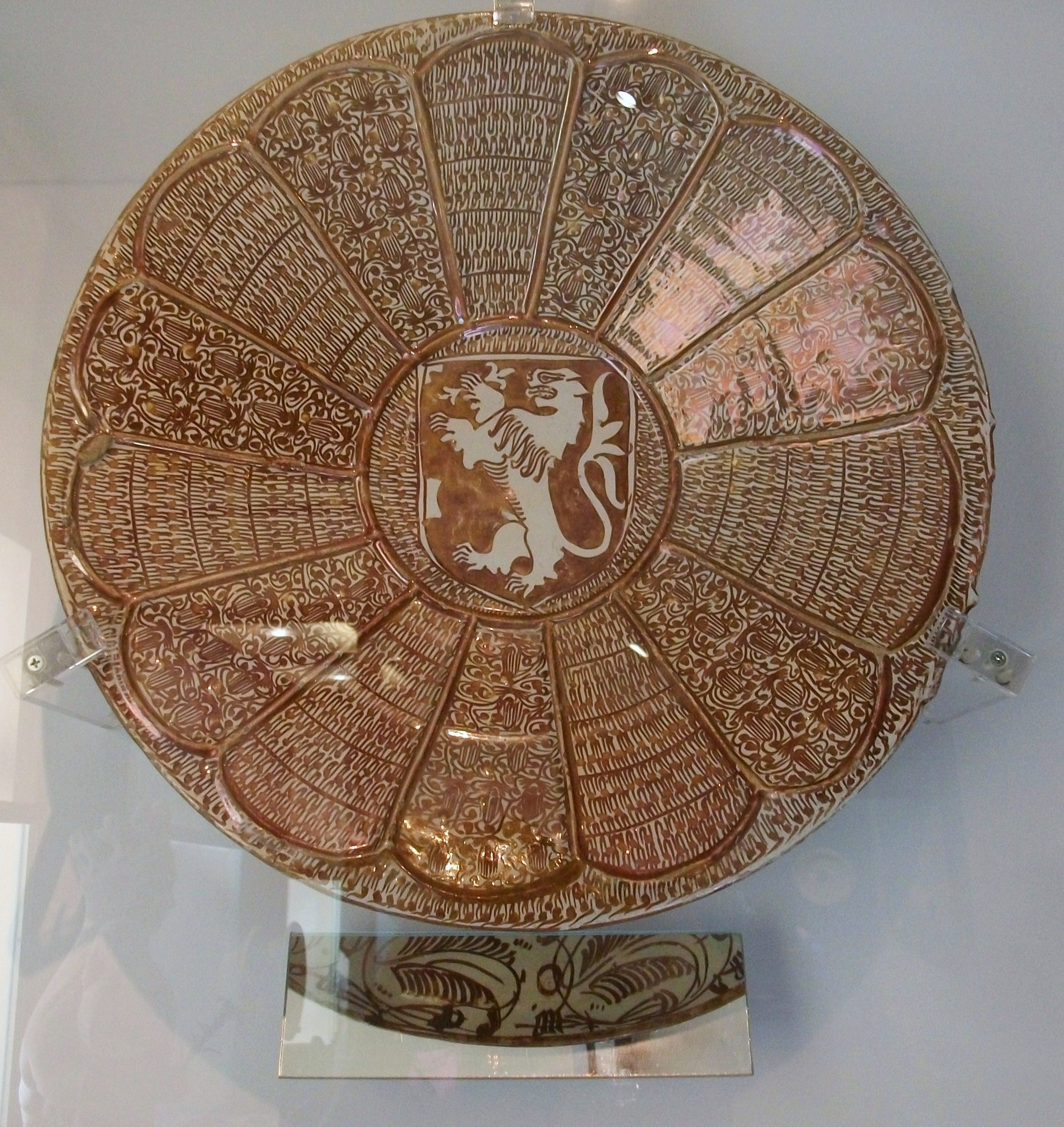
マニゼス産のラスター彩獅子文皿（15-16世紀）
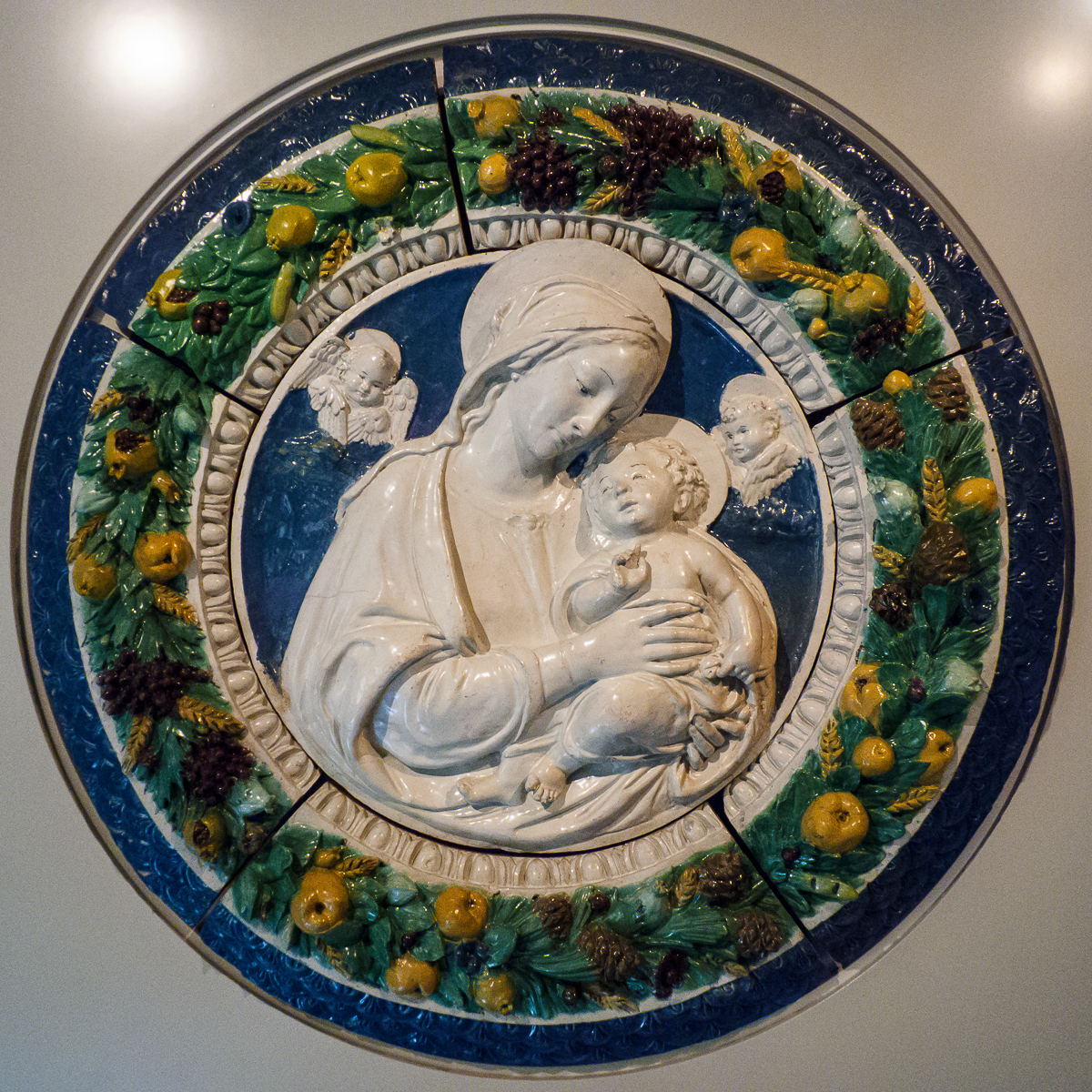
トリニダ修道院の円形彫刻（16世紀）
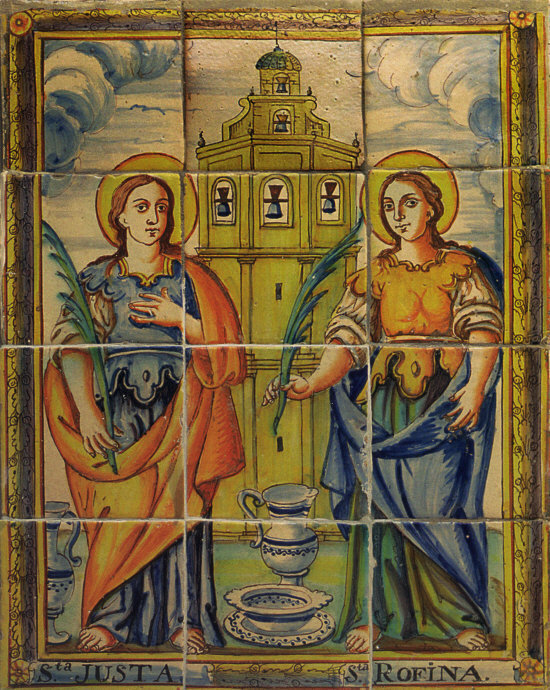
台所の壁に描かれた聖フスタと聖ルフィーナ（18世紀）
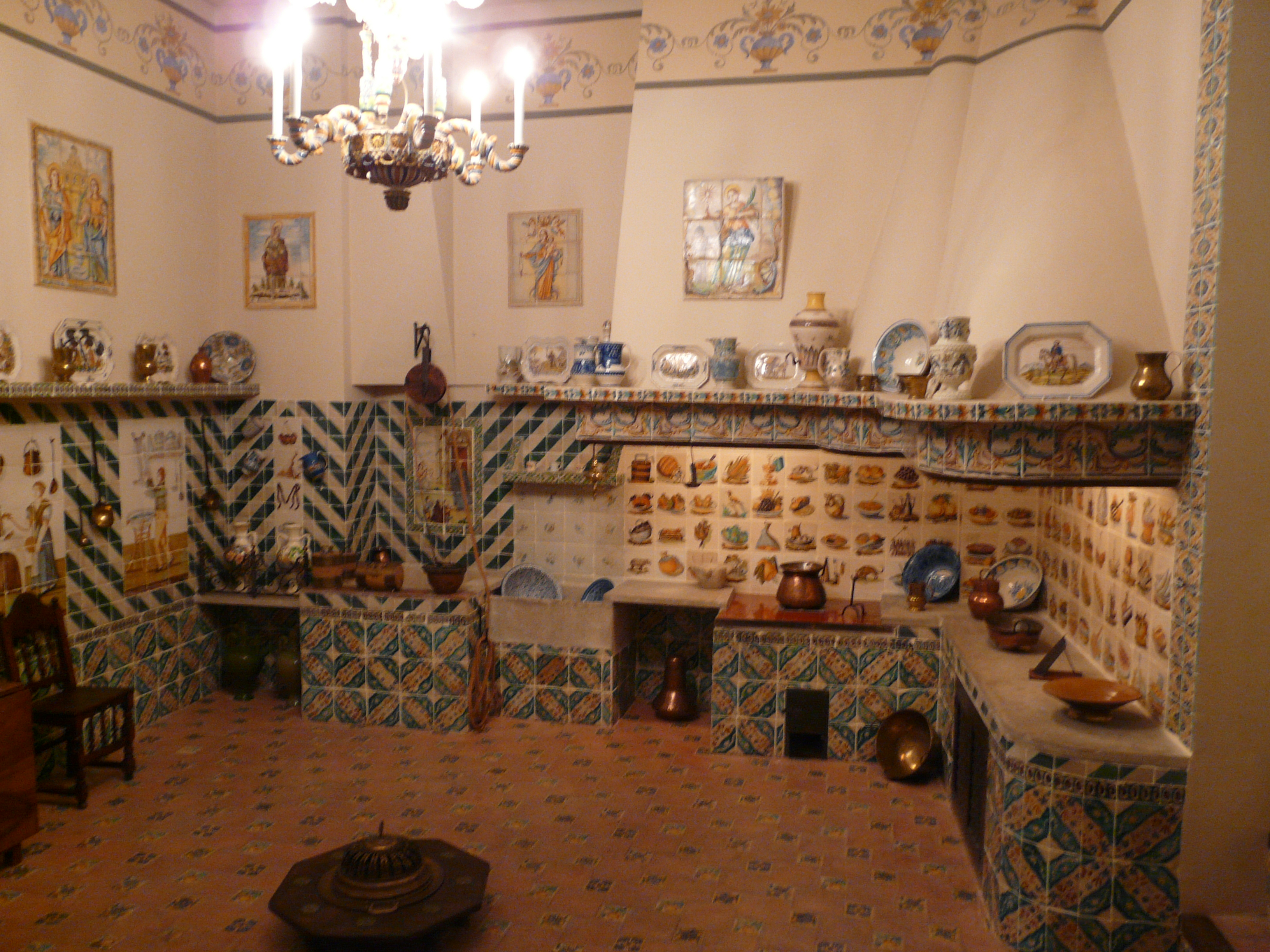
バレンシア地方の家庭の台所

その他の展示物
四輪馬車の中庭には、1753年にイポリト・ロビラとイグナシオ・ベルガラが設計した「ニンフの四輪馬車」が展示されている。これは帝政様式の四輪馬車であり、リャネーラ侯爵が所有していた。18世紀に製作されたロココ様式の椅子かごも展示されている。

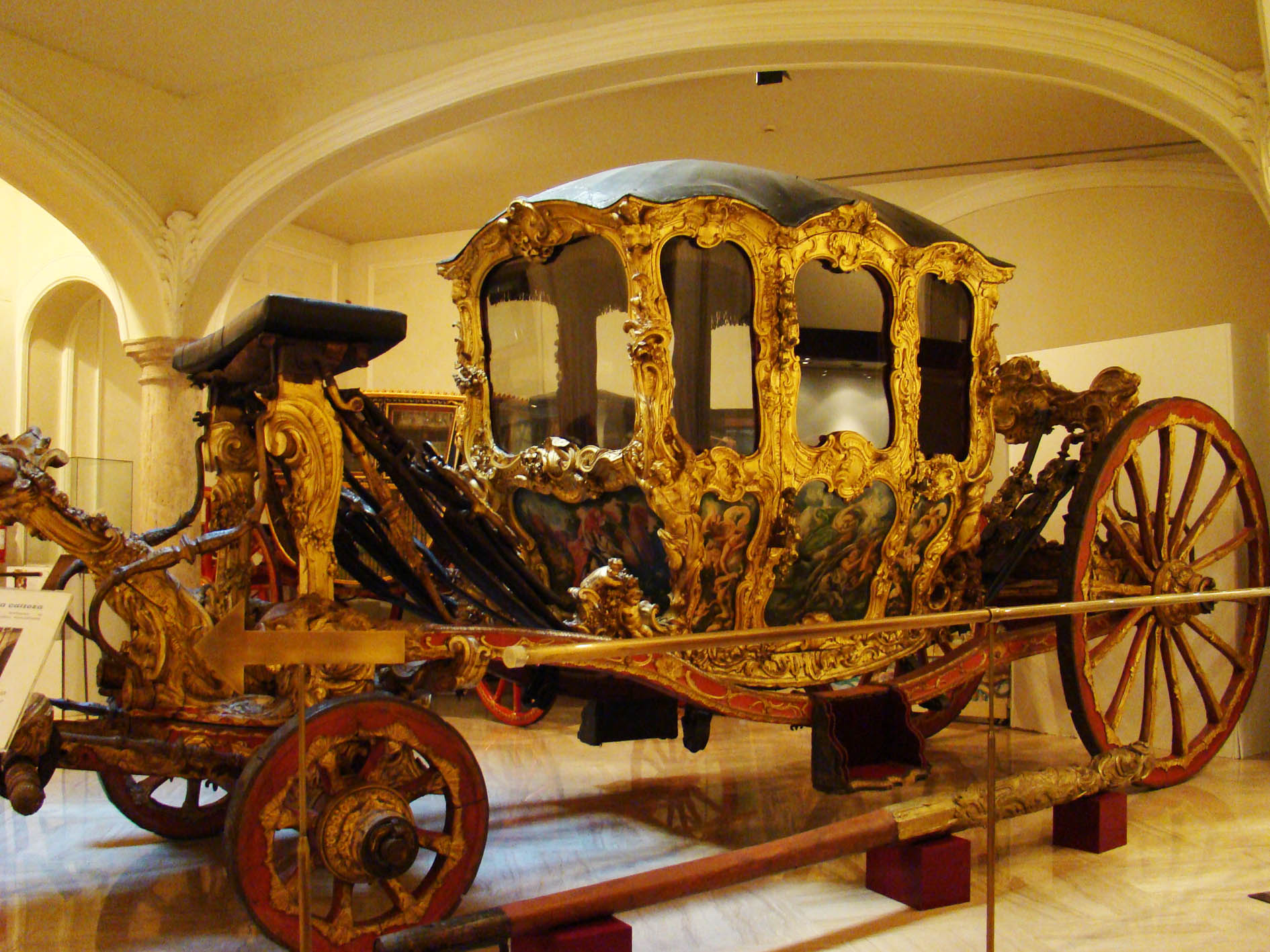
ニンフの四輪馬車
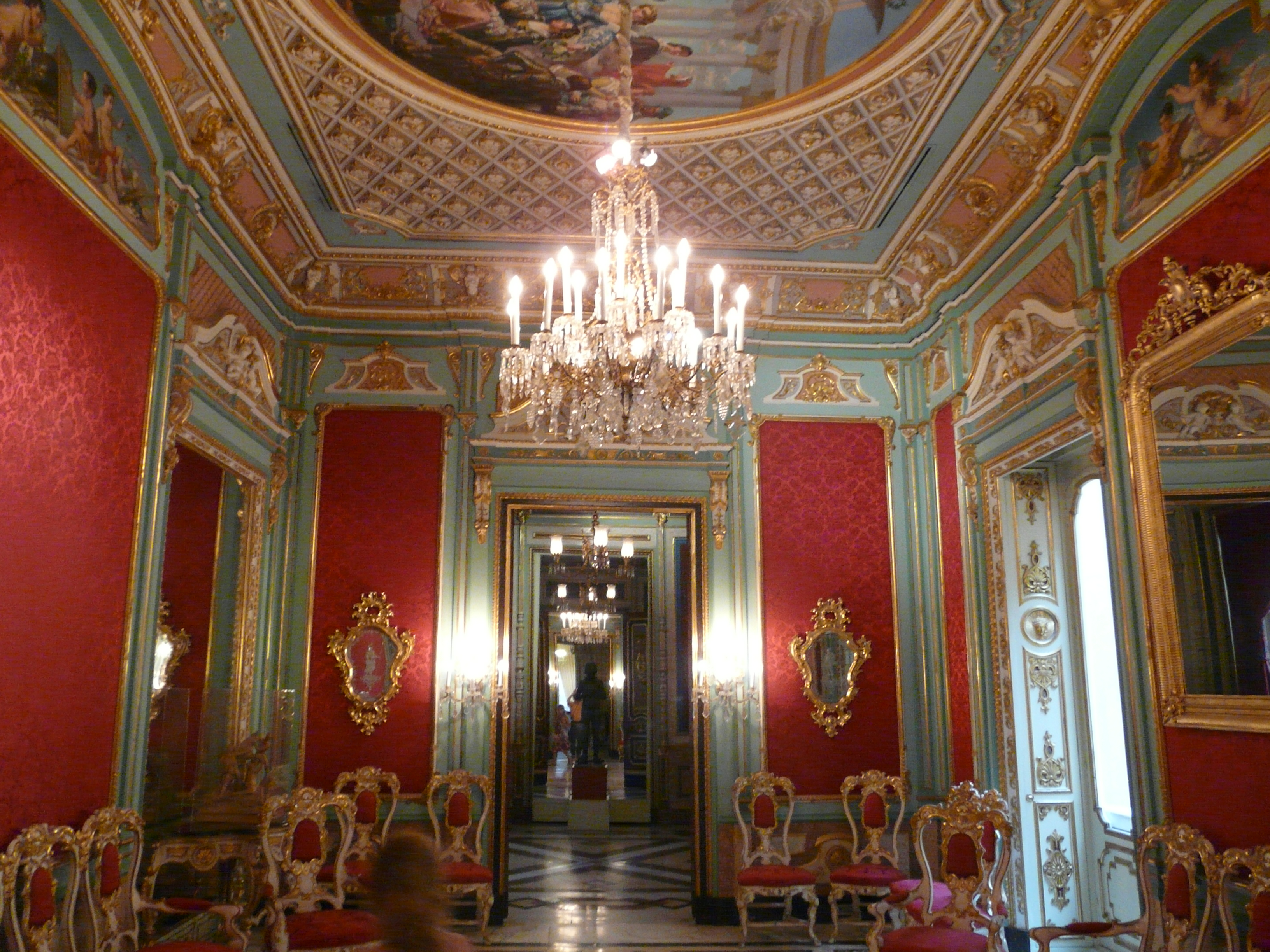
2階にある赤壁の部屋